# Chiesa dell'Esaltazione della Santa Croce (Postal)
La chiesa dell'Esaltazione della Santa Croce o semplicemente chiesa della Santa Croce (in tedesco Kirche Heiligkreuz) è la parrocchiale a Postal (Burgstall) in Alto Adige. Appartiene al decanato di Merano-Passiria della diocesi di Bolzano-Bressanone e risale al XVI secolo.

## Descrizione
La chiesa è un monumento sottoposto a provvedimento di vincolo col numero 14492 nella provincia autonoma di Bolzano.